# Mogoro
Mogoro (sardinski: Mòguru) je grad i općina (comune) u pokrajini Oristanu u regiji Sardiniji, Italija. Nalazi se na nadmorskoj visini od 136 metara i ima 4 157 stanovnika.
 Prostire se na 48,99 km². Gustoća naseljenosti je 85 st/km².
Susjedne općine su: Collinas, Gonnostramatza, Masullas, Pabillonis, San Nicolò d'Arcidano, Sardara i Uras.